# 별들의 고향 (영화)
"별들의 고향"(영어: Heavenly Homecoming to Stars)은  1974년에 개봉한 대한민국의 영화이다. 
1970년대의 인기 작가인 최인호의 베스트셀러 작품을 영화화한 것인데, 당시 불황의 벽(壁)을 뚫고 46만 5천이라는 최고 흥행기록을 수립했다. 
그것은 이 영화가 갖는 새로운 젊음의 풍속도 따위가 산뜻한 영상처리와 감상적인 대사, 음악 등에 힘입어 대중들에게 크게 호응을 받은 때문이라고 본다. 
1974년도 '현대영화비평가 그룹'에서 남우 주연·여우 주연·신인(감독)상을 수상했다.

## 줄거리
오경아(안인숙)는 티없이 맑고 착한 품성을 가진 20대 여성이었다. 
처음으로 사귄 남자 영석(하용수)에게 사랑을 배신당한 후, 중년의 두 번째 남자 이만준(윤일봉)하고 결혼을 하지만 괴팍한 남편의 성격 때문에 곧 파탄이 나버리고 만다.
건달인 세 번째 남자 이동혁(백일섭)을 거쳐 네번째이자 마지막으로 사랑했던 네 번째 남자 김문호(신성일)를 만나게 된다. 
화가이며 대학 강사인 마지막 애인마저 호스테스 생활로 서서히 시들어 가는 경아의 안타까운 삶을 보다못해 슬그머니 종이 쪽지를 남기고 떠나버린다. 
며칠 후 어느 선술집에서 만난 못생긴 남자에게 선심 쓰듯 몸을 맡긴 후, 눈 덮인 한강 얼음판 위에 엎드러져서 손수건에 싸 두었던 수면제를 입에 털어 넣는다. 
그로 인해 경아는 정신을 잃고 쓰러져 저체온증으로 사망하고 만다. 
물 대신 눈덩이를 뭉쳐 마시면서 도시의 뭇 남성들의 마지막 꿈이었던 경아는 그렇게 해서 허망하게 짧은 인생의 막을 내리고 만다.

## 캐스팅
- 안인숙 : 오경아
- 신성일 : 김문오
- 윤일봉 : 이만준
- 하용수 : 하영석
- 백일섭 : 이동혁
- 전원주 : 청주댁
- 김미영
- 정규영

## 같이 보기
- 별들의 고향 (소설)